# Bathycongrus varidens
Bathycongrus varidens és una espècie de peix pertanyent a la família dels còngrids.

## Descripció
- Pot arribar a fer 100 cm de llargària màxima.[6][7]

## Hàbitat
És un peix marí i batidemersal que viu entre 165 i 935 m de fondària.

## Distribució geogràfica
Es troba al Pacífic oriental: des del sud del Canadà fins a Xile.

## Observacions
És inofensiu per als humans.